# Carlos Mauricio Espínola
Carlos Mauricio Espínola (Corrientes, 5 de octubre de 1971), más conocido como Camau Espínola, es un exregatista y dirigente político argentino antiperonista. Es reconocido a nivel mundial por sus participaciones en los Juegos Olímpicos, donde se desempeñó en la disciplina yachting y fue además el primer deportista argentino en obtener cuatro medallas olímpicas. Se considera que la acumulación de estas distinciones es un récord nacional que no había sido igualado hasta el año 2012, cuando la jugadora de hockey sobre césped Luciana Aymar logró la misma marca, obteniendo también sus preseas de forma consecutiva como lo hiciera Espínola.
Espínola fue ganador de cuatro medallas olímpicas, dos de plata y dos de bronce, en los Juegos Olímpicos de Atlanta 1996, Sídney 2000, Atenas 2004 y Pekín 2008. Sus dos primeras medallas las obtuvo en la clase Mistral (windsurf) y las dos últimas en la Clase Tornado, junto a su compañero de equipo Santiago Lange. En dos ocasiones (2000 y 2004), fue abanderado de la delegación olímpica de la Argentina. En 1996, le fue otorgado el Premio Olimpia de Oro  al mejor deportista del año. En 2000 y 2010 recibió el Premio Konex de Platino otorgado por la Fundación Konex al mejor yachtista de la década en la Argentina.
En 2009, resultó elegido intendente de la Corrientes como candidato del Partido Justicialista y en el año 2013 anunció su candidatura a la gobernación de la Provincia de Corrientes, por el mismo partido. El 15 de septiembre del mismo año, en esa misma postulación al frente del Ejecutivo provincial, perdió contra Ricardo Colombi. Con este resultado, el mismo logró ser el primer mandatario del gobierno local en conseguir una reelección. El 6 de febrero de 2014 fue designado por la presidenta de la Nación, Cristina Fernández de Kirchner, como nuevo Secretario de Deportes de la Nación en reemplazo de Claudio Morresi. Es Senador Nacional por la provincia de Corrientes desde diciembre de 2015, quien se unió al Bloque Provincias Unidas junto a Edgardo Kueider.

## Biografía
Carlos Mauricio Espínola, nació el 5 de octubre de 1971 en la Ciudad de Corrientes, en la provincia homónima. Desde joven se interesó por el deporte náutico y la navegación, dando sus primeros pasos en el Club Náutico de La Totora, ubicado en la laguna del mismo nombre distante a 15 kilómetros de la capital correntina. Allí comenzó a hacer sus primeras armas en el windsurf, especialidad por la que se hizo reconocido a nivel mundial.
En 1991, se presentó en los Juegos Panamericanos de La Habana (Cuba), en los que obtuvo su primer título de trascendencia: la medalla de oro. Cuatro años después repitió la hazaña, esta vez en los Juegos Panamericanos de Mar del Plata. Al año siguiente se clasificó para participar de los Juegos Olímpicos de Atlanta 1996, participando en la denominada clase Mistral y obteniendo la medalla de plata. Esta presea fue una de las tres que pudo obtener Argentina en esos Juegos.
Dos años más tarde, en 1998, concursó en el Campeonato Europeo de Vela realizado en Grecia, donde obtuvo una nueva medalla dorada y luego compitió en los Juegos Olímpicos de Sídney 2000, ganando nuevamente la medalla de plata en la clase Mistral. Este desempeño del correntino hizo que las autoridades del Comité Olímpico Argentino lo tuvieran en cuenta para la formación del equipo de Vela que concursara en la clase Tornado. Para ello, aparte de la pericia conductiva de Espínola, debió recurrirse a la experiencia del ingeniero naval Santiago Lange, destacado también como regatista. Los frutos de esta combinación fueron la obtención de la medalla de bronce y la confirmación de la dupla Espínola/Lange para los próximos Juegos Olímpicos.
De esta manera, el equipo argentino de la clase Tornado, se preparó para la revancha en los Juegos Olímpicos de Pekín 2008. Un choque producido por una embarcación rival durante la competencia pudo haber abreviado la participación del equipo en esos Juegos, pero el ímpetu de los deportistas pudo más y terminaron alzándose por segunda vez consecutiva con la presea de bronce. Con esta medalla, Carlos Mauricio Espínola se transformó en el máximo medallista olímpico en la historia del deporte olímpico argentino.

## Actuación olímpica

### Barcelona 1992
Carlos Espínola participó por primera vez en los Juegos Olímpicos de Barcelona 1992, sin obtener medallas, ocupando la 24.ª posición.

### Atlanta 1996
En los Juegos de Atlanta (1996), Espínola participó en la clase Mistral. Con 24 años de edad, ganó la medalla de plata, la tercera medalla obtenida por la vela en el olimpismo argentino, luego de las obtenidas en los Londres 1948 (clase 6 metros) y Roma 1960 (clase Dragon). La competencia se realizó siguiendo un formato de nueve regatas de las que cada regatista descartaba las dos peores colocaciones. Cada regata asignaba la misma cantidad de puntos que la posición en la que se finalizaba la regata, triunfando aquel que sumara menor cantidad de puntos. La prueba se desarrolló entre el 23 y el 29 de julio, en el río Savannah.
En la competencia se inscribieron 46 competidores, mostrando una gran paridad entre el griego Nikolaos Kaklamanakis, el argentino Carlos Espínola y el israelí Gal Fridman, quienes concluirían en ese orden separados cada uno del siguiente por apenas 2 puntos. La primera regata fue ganada por el israelí seguido por Espínola, en tanto que el griego llegó en quinto lugar. Kaklamanakis tomaría la punta al ganar la siguiente regata y salir segundo en la tercera, mientras que Espínola se mantuvo segundo en la general con dos cuartos puestos, superando en ambos casos al israelí. En la cuarta regata Espínola llegó segundo, superando a Kaklamanakis (6.º) y Fridman (3.º), manteniéndose los tres al tope de la clasificación general. En la quinta regata el griego volvió a quedar en el primer puesto, obteniendo una ventaja mínima sobre el argentino, que llegó tercero, posición que mantendría hasta el final.[cita requerida]
En las sexta y séptima regatas, Espínola realizó sus dos peores desempeños, llegando sexto y siendo descalificado por largada prematura. Ello le permitió al israelí Fridman, quien ganó la sexta regata, ponerse a un solo punto del argentino. La octava regata fue ganada por Kalamanakis, asegurando así la medalla de oro; por su parte Espínola salió segundo, sacándole una ventaja de tres puntos a Fridman, que arribó en cuarto lugar. La última regata fue ganada por Fridman, pero el arribo de Espínola en segundo lugar impidió que aquel le descontara los tres puntos de ventaja, para ganar de ese modo la medalla de plata, quedando para el israelí la de bronce.[cita requerida]
| Vela: clase Mistral                              | Vela: clase Mistral   | Vela: clase Mistral | Vela: clase Mistral | Vela: clase Mistral |
|                                                  | Regatista             | País                | Puntaje             |                     |
| ------------------------------------------------ | --------------------- | ------------------- | ------------------- | ------------------- |
| 1                                                | Nikolaos Kaklamanakis | Grecia              | 17                  |                     |
| 2                                                | Carlos Espínola       | Argentina           | 19                  |                     |
| 3                                                | Gal Fridman           | Israel              | 21                  |                     |
| 4                                                | Aaron McIntosh        | Nueva Zelanda       | 27                  |                     |
| 5                                                | Jean-Max de Chavigny  | Francia             | 37                  |                     |
| 6                                                | Mike Gebhardt         | Estados Unidos      | 41                  |                     |
| Fuente: Wyniki, Olympic results.[cita requerida] |                       |                     |                     |                     |

### Sídney 2000
En los Juegos Olímpicos de Sídney 2000, Espínola volvió a presentarse en la clase Mistral, como la había hecho en los juegos anteriores. Fue además elegido para actuar como abanderado de la delegación olímpica argentina.
La prueba se desarrolló del 17 al 22 y el día 24 de septiembre, inscribiéndose 36 competidores. Los tres primeros, el austríaco Sieber, el argentino Espínola y el neozelandés McIntosh, marcaron una holgada diferencia sobre el resto, finalizando los tres en ese orden, separados cada uno del anterior por cinco puntos.[cita requerida]
En las dos primeras regatas, Espínola llegó octavo y tercero respectivamente, ubicándose en la segunda colocación en la tabla general, posición que mantendría a lo largo de toda la competencia. En la siguiente jornada, el correntino volvió a salir octavo en la tercera regata, para ganar la cuarta. Con esos resultados Espínola consolidó el segundo lugar, aunque a distancia del austríaco Sieber, quien había ganado dos de las tres primeras regatas y volvería a ganar la quinta.
El argentino salió quinto en la quinta regata y séptimo en la sexta, sin modificaciones en la general. En la séptima regata, el neozelandés McIntosh se puso tercero luego de ganarla, pero sin amenazar a Espínola que salió segundo. La octava regata lo vio al correntino muy retrasado, llegando en 26.º lugar, en lo que sería uno de los descartes.
En las regatas novena y décima, Espínola salió sexto y decimoprimero, descartando esta última y llegando a la última regata, nueve puntos detrás de Sieber y cuatro delante de McIntosh, quien a su vez había logrado acortar la distancia con el argentino en tres puntos en la décima regata.
En la última regata y pese al riesgo potencial que implicaba McIntosh, Espínola mantuvo la regularidad que había mostrado a lo largo de toda la competencia, llegando en tercer lugar para asegurarse la medalla de plata, con el neozelandés McIntosh un puesto detrás, ganando la de bronce y el austríaco Sieber en séptimo lugar, garantizando la ventaja que le dio la de oro.
| Vela: clase Mistral                              | Vela: clase Mistral   | Vela: clase Mistral | Vela: clase Mistral | Vela: clase Mistral |
|                                                  | Regatista             | País                | Puntaje             |                     |
| ------------------------------------------------ | --------------------- | ------------------- | ------------------- | ------------------- |
| 1                                                | Christoph Sieber      | Austria             | 38                  |                     |
| 2                                                | Carlos Espínola       | Argentina           | 43                  |                     |
| 3                                                | Aaron McIntosh        | Nueva Zelanda       | 48                  |                     |
| 4                                                | Lars Kleppich         | Australia           | 61                  |                     |
| 5                                                | Yuanguo Zhou          | China               | 64                  |                     |
| 6                                                | Nikolaos Kaklamanakis | Grecia              | 64                  |                     |
| Fuente: Wyniki, Olympic results.[cita requerida] |                       |                     |                     |                     |

### Atenas 2004
En el año 2004, Espínola se presentó a competir en los Juegos Olímpicos de Atenas en la clase Tornado, en pareja con Santiago Lange. La clase Tornado pertenece a las embarcaciones de vela ligera. Es un catamarán de tres velas con una eslora de 6,06 metros, manga de 3,02 metros y un peso de unos 160 kilos, gobernado por un patrón y un tripulante. Debido a su gran superficie vélica (48 metros cuadrados) y a sus características, el Tornado es la más rápida y más espectacular de las clases olímpicas y una embarcación muy exigente físicamente.
Las competencias se realizaron siguiendo un formato de once regatas de las cuales cada tripulación descartaba la peor colocación. Cada regata asignaba la misma cantidad de puntos que la posición en la que se finalizaba, triunfando aquel que sumara menor cantidad de puntos. Las regatas se corrieron en el Centro Olímpico de Vela Agios Kosmas, a cuatro millas del centro de Atenas, sobre la costa marítima, y participaron en la misma 17 equipos.
La dupla Espínola/Lange tuvo un buen comienzo en la primera jornada corrida el 21 de agosto, terminando en séptimo lugar en la regata inicial y ganando la segunda; con esos resultados los argentinos se ubicaron cuartos en la general, precedidos por los austríacos, los estadounidenses y los españoles, y seguidos por un gran pelotón entre los que estaban los franceses, portugueses, neerlandeses y australianos.
La segunda jornada se realizó al día siguiente, obteniendo Espínola/Lange el sexto. y el quinto. lugar en la tercera y cuarta regatas, respectivamente, que les permitió alcanzar el tercer lugar en la general. La tercera jornada no fue del todo buena para los tres primeros y la circunstancia fue aprovechada por el segundo pelotón para acercarse a las posiciones de medalla. La dupla argentina salió sexto y decimoprimero (descarte) en ambas regatas, y aunque se mantuvo en el tercer lugar, se le acercaron a un punto franceses y neerlandeses y a dos puntos los portugueses.
En la cuarta jornada, Espínola/Lange llegaron en quinto y octavo lugar, pero una buena actuación de los neerlandeses, ganando la séptima regata, relegó a los argentinos al cuarto lugar en la general. En la quinta jornada, los argentinos tuvieron una muy buena actuación, con un cuarto y un tercer lugar, que les permitió recuperar la tercera posición en la tabla general y sacar una ventaja de cinco puntos sobre los neerlandeses y australianos y de doce puntos sobre los franceses, para enfrentar la regata por las medallas.
En la jornada de cierre de la prueba, el dúo Espínola/Lange, ya sin posibilidades de disputar las medallas de oro y plata, reguló su actuación para preservar la ventaja sobre sus seguidores. De ese modo, tras finalizar en noveno lugar en la última regata, garantizaron el tercer puesto en la general y así, la obtención de la medalla de bronce.
Finalizada la competencia, Espínola y Lange se dirigieron adonde se encontraba el equipo austríaco ganador de la medalla de oro, para celebrar juntos. «Celebramos con ellos por que, más allá de la competencia a muerte, tenemos lealtad deportiva», dijo Santiago Lange. Con el resultado, Carlos Espínola se convirtió en el primer argentino en ganar tres medallas olímpicas.
| Vela Clase Tornado. Tabla final                                    | Vela Clase Tornado. Tabla final         | Vela Clase Tornado. Tabla final | Vela Clase Tornado. Tabla final | Vela Clase Tornado. Tabla final |
| Pos.                                                               | Equipo                                  | País                            | Pts.                            |                                 |
| ------------------------------------------------------------------ | --------------------------------------- | ------------------------------- | ------------------------------- | ------------------------------- |
| 1                                                                  | Roman Hagara-Hans Peter Steinacher      | Austria                         | 34                              |                                 |
| 2                                                                  | John C. Lovell-Charles F. Ogletree      | Estados Unidos                  | 45                              |                                 |
| 3                                                                  | Carlos Espínola-Santiago Lange          | Argentina                       | 54                              |                                 |
| 4                                                                  | Olivier Backès-Laurent Voiron           | Francia                         | 57                              |                                 |
| 5                                                                  | Mitch Booth-Herbert Dercksen            | Países Bajos                    | 61                              |                                 |
| 6                                                                  | Darren Bundock-John Forbes              | Australia                       | 62                              |                                 |
| 7                                                                  | Enrique Figueroa Suárez-Jorge Hernández | Puerto Rico                     | 72                              |                                 |
| 8                                                                  | Fernando Echavarri-Antón Paz            | España                          | 74,8                            |                                 |
| 9                                                                  | Andriej Kiriluk-Walerij Uszkow          | Rusia                           | 76                              |                                 |
| 10                                                                 | Francesco Marcolini-Edoardo Bianchi     | Italia                          | 78                              |                                 |
| Fuente: Athens 2004, Olympic results, Wyniki igrzyzk olimpijskich. |                                         |                                 |                                 |                                 |

### Pekín 2008
El 21 de agosto de 2008, en los Juegos Olímpicos de Pekín 2008, nuevamente Carlos Espínola, con 36 años y en equipo con Santiago Lange (diez años mayor), obtuvieron la medalla de bronce en la clase Tornado, repitiendo el logro obtenido en los Juegos Olímpicos de Atenas 2004. Los favoritos de la prueba eran los australianos, españoles, neerlandeses y griegos, los cuatro primeros en ese orden en la clasificación mundial, en la que Espínola/Lange figuraban en el puesto 18.º[cita requerida]
La dupla Espínola/Lange tuvo un mal comienzo en la primera regata, corrida el 15 de agosto, en la que terminaron en la 13.ª posición (que a la postre sería el descarte). En primer lugar llegó la pareja española (Fernando Echavarri/Antón Paz), seguida de los griegos y neerlandeses, y en el quinto lugar la dupla australiana (Darren Bundock/Glenn Ashby).[cita requerida]

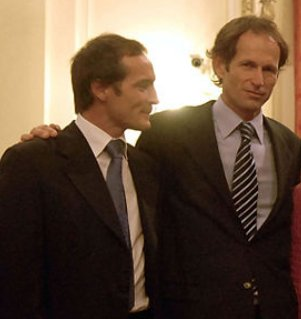
Carlos Espínola (izquierda) junto a su compañero de regata, Santiago Lange, durante la recepción presidencial a los medallistas olímpicos en la Casa Rosada, 2008

La segunda regata se corrió el 16 de agosto y fue ganada por los argentinos, quienes con ese resultado se ubicaron sextos en la general. Una hora después se corrió la tercera regata, que fue nuevamente ganada por Espínola/Lange, colocándose terceros en la general, detrás de los españoles y australianos, y seguidos por los griegos y neerlandeses.[cita requerida]
El domingo 17 de agosto se corrió la cuarta regata, ganada por los australianos. Espínola/Lange terminaron en la 12.ª posición, quedando cuartos en la general, con los griegos adelante y los neerlandeses detrás. El lunes 18 de agosto se corrieron tres regatas. En la quinta regata, Espínola/Lange llegaron en cuarto lugar y se pusieron segundos en la general, con los griegos primeros. En la sexta regata, los argentinos llegaron sextos, manteniéndose terceros en la general, y nuevamente australianos y españoles tomaron la punta; los griegos mientras tanto se retrasaron y los neerlandeses se colocaron cuartos. La séptima regata no fue buena para los argentinos, porque llegaron novenos, mientras que los griegos retomaron el tercer lugar en la general, postergando a los argentinos al cuarto, siempre con los españoles y australianos en la punta.[cita requerida]
El miércoles 20 de agosto se corrieron las últimas tres regatas. La octava fue ganada por Espínola/Lange, que recuperaron el tercer lugar en la general, aunque relativamente lejos de los españoles y australianos; atrás los neerlandeses y griegos. En la novena regata, los argentinos llegaron novenos, pero por delante de los neerlandeses, debido a lo cual mantuvieron el tercer puesto en la general, seguidos ahora, nuevamente por los griegos. La décima regata fue emotiva y modificó sustancialmente las posiciones. Espínola/Lange, luego de largar terceros, adoptaron una actitud muy agresiva hasta ganarla, mientras que españoles, griegos, neerlandeses y australianos terminaron rezagados. Por esa razón los argentinos se mantuvieron en el tercer lugar, pero acercándose a solo tres puntos de los alemanes y a ocho puntos de los españoles, situación en la que enfrentaron regata por las medallas, en la que el puntaje es doble y corren los diez equipos mejor ubicados.[cita requerida]
En esa carrera los argentinos quedaron retrasados y llegaron octavos a la primera marca, con los australianos y griegos detrás. Mientras tanto los canadienses se pusieron terceros en la regata, colocándose cuartos en la general a solo tres puntos de los argentinos; por su parte los alemanes volcaron, quedando fuera de competencia. En la segunda marca la situación se mantuvo, con los argentinos séptimos y manteniendo el tercer puesto en la general con tres puntos de ventaja sobre los canadienses. En la tercera marca los argentinos se pusieron sextos, aumentando su ventaja en la general, sobre los canadienses, a cinco puntos. En la última etapa la situación se mantuvo, ganando los argentinos la medalla de bronce, detrás de los australianos (plata) y los españoles (oro)[cita requerida] Con el resultado Carlos Espínola se convirtió en el primer argentino en ganar cuatro medallas olímpicas.
| Vela Clase Tornado. Tabla final                     | Vela Clase Tornado. Tabla final            | Vela Clase Tornado. Tabla final | Vela Clase Tornado. Tabla final | Vela Clase Tornado. Tabla final |
| Pos.                                                | Equipo                                     | País                            | Pts.                            |                                 |
| --------------------------------------------------- | ------------------------------------------ | ------------------------------- | ------------------------------- | ------------------------------- |
| 1                                                   | Fernando Echavarri-Antón Paz               | España                          | 44                              |                                 |
| 2                                                   | Darren Bundock-Glenn Ashby                 | Australia                       | 49                              |                                 |
| 3                                                   | Carlos Espínola-Santiago Lange             | Argentina                       | 56                              |                                 |
| 4                                                   | Oskar Johansson-Kevin Stittle              | Canadá                          | 61                              |                                 |
| 5                                                   | Mitch Booth-Pim Nieuwenhuis                | Países Bajos                    | 64                              |                                 |
| 6                                                   | Leigh McMillan-Will Howden                 | Reino Unido                     | 68                              |                                 |
| 7                                                   | Johannes Polgar-Florian Spalteholz         | Alemania                        | 70                              |                                 |
| 8                                                   | Francesco Marcolini-Edoardo Bianchi        | Italia                          | 74                              |                                 |
| 9                                                   | Iordanis Paschalidis-Konstantinos Trigonis | Grecia                          | 80                              |                                 |
| 10                                                  | Roman Hagara- Hans Steinacher              | Alemania                        | 82                              |                                 |
| Fuente: Informe oficial, Pekín 2008[cita requerida] |                                            |                                 |                                 |                                 |

## Carrera política
Luego de haber obtenido su última medalla olímpica, se puso en duda la continuidad de Camau Espínola en el equipo argentino de la Clase Tornado. La alta popularidad y buena imagen que había cosechado Espínola fueron ponderadas por los dirigentes políticos de su provincia, que buscaban llevarlo consigo a sus filas para las elecciones a la gobernación de Corrientes, a realizarse en el año 2009. Finalmente, Espínola aceptó la propuesta del candidato a gobernador por el Partido Justicialista, Fabián Ríos, de postularse a la intendencia de la ciudad capital, recibiendo el total y completo apoyo de parte de la presidenta de la Nación Cristina Fernández de Kirchner. El objetivo se fortaleció con las continuas caminatas realizadas por el candidato en los diferentes barrios de la ciudad y con el apoyo incondicional de los partidarios y militantes del Partido Justicialista y sus socios de la alianza Frente para la Victoria, alianza nacional que para esas elecciones en Corrientes quedó conocida como «Correntinos por el Cambio». El 13 de septiembre de 2009, Carlos Mauricio Espínola se impuso en las primarias ejecutivas, siendo consagrado como el nuevo Intendente de la Ciudad de Corrientes.

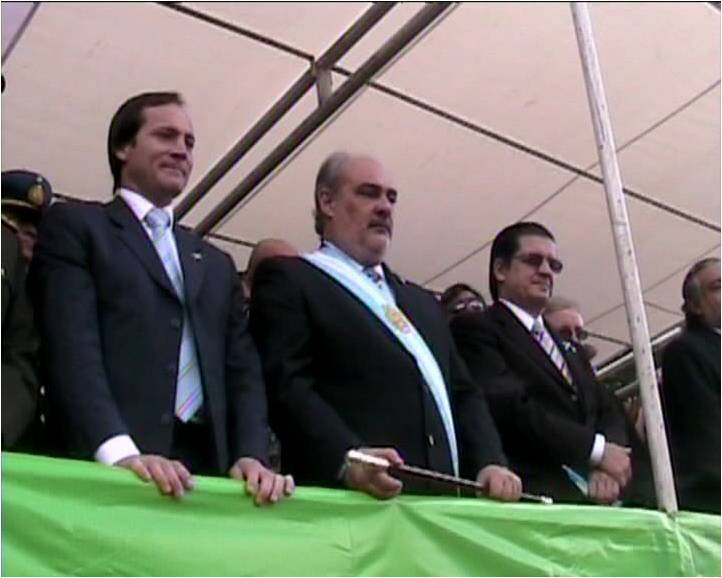
De izquierda a derecha: Carlos Espínola, Ricardo Colombi y Pedro Braillard Poccard (por entonces, Intendente de la Ciudad, Gobernador y vicegobernador de la Provincia, respectivamente)

### Intendente
Durante su mandato como intendente de la Ciudad de Corrientes, Espínola avanzó con el pavimentado de calles y avenidas y en el mejoramiento de los accesos a la ciudad. Además se firmaron convenios productivos con diferentes sectores laborales de bajos recursos, como los ladrilleros y las cooperativas pesqueras, entre otros.
La gestión de Camau Espínola al frente de la municipalidad de Corrientes recibió el respaldo y la aprobación por parte de la presidenta Cristina Fernández de Kirchner y por parte de otros referentes del Frente para la Victoria a nivel nacional, como el entonces senador santafecino Agustín Rossi y el Jefe de Gabinete de Ministros de la Nación, Juan Manuel Abal Medina. Este apoyo quedó materializado mediante la asistencia brindada por el Poder Ejecutivo Nacional en la implementación de planes sociales y otras iniciativas, como el Programa «Ellas Hacen», que tiene por objetivo incluir a 1500 mujeres en situación vulnerable, en condiciones socioeconómicas extremas o incluso víctimas de violencia de género mediante el trabajo social. También en este sentido, Espínola firmó acuerdos con el Banco de la Nación Argentina para la puesta en marcha de planes coordinados por dicha institución, en beneficio del desarrollo urbano y municipal y para permitir seguir implementando los programas que hoy tiene el Gobierno Nacional hacia los productores, emprendedores y las pequeñas y medianas empresas con el objetivo fundamental de reactivar la economía. Sobre todo este apoyo recibido, Camau Espínola afirmó que «hay un Estado Nacional que escucha las necesidades de la gente y prioriza el mejoramiento de la calidad de vida. Llegó la hora de las obras concretas para generar un futuro inclusivo para todos y la constancia en la realización de obras e inversiones que es una política que aplicamos para el bienestar de todos los correntinos».
Entre las obras y programas de importancia realizados durante la gestión de Carlos Espínola en la municipalidad de Corrientes se pueden destacar los siguientes:
- «Argentina Trabaja», un programa de ingreso social con inclusión laboral que significó un aporte de más de 70 millones de pesos durante el año 2013.
- Refacción de más del 90% de las 36 salas de atención médica primaria y la compra y reparación de equipamiento de alta complejidad.
- Incorporación de grupos electrógenos salas de atención primaria de la salud y la puesta en funcionamiento de clubes de día para adultos mayores.
- Adquisición, con el apoyo del Ministerio de Salud de la Nación, de una unidad de terapia intensiva móvil.
- Incorporación de 100 profesionales al programa de «Médicos Comunitarios».
- Más de 400 cuadras de repavimentación y alrededor de 300 cuadras de nuevos pavimentos en toda la ciudad de Corrientes.
- Extensión de la red de agua potable y cloacas en más de 30 mil metros y en 300 cuadras de nuevas cloacas, beneficiando a más de 5 mil familias.
- Remodelación y refacción de más de 20 parques y plazas.
- Puesta a punto de nueve playones deportivos.
- Adquisición de 2400 hectáreas del predio Santa Catalina para la construcción de viviendas, un parque industrial y la instalación de la antena de la Televisión Digital Abierta.
- Implementación de la gratuidad del boleto estudiantil.

### Candidato a la gobernación provincial
El 18 de febrero de 2013, Camau Espínola oficializó sus intenciones de disputar la gobernación de Corrientes. En un acto realizado en la Sociedad Española, para el lanzamiento de los postulantes a cargos electivos por el Partido Justicialista en toda la provincia, Espínola afirmó que deseaba «llegar al Gobierno de la Provincia para cumplir los sueños de cada uno de los correntinos». En esta misma ocasión el Partido Justicialista presentó sus candidatos a senador y diputado nacional, además de los candidatos a intendente de la capital y demás municipios de la provincia, destacándose entre ellos Fabián Ríos, quien fue postulado para reemplazar a Camau Espínola al frente de la municipalidad de Corrientes. Respecto a la candidatura de Espínola, en su primera visita al interior del país como ministro de Defensa, Agustín Rossi afirmó que «Corrientes necesita una mirada distinta y vemos en Camau ese aire renovador» e instó a los intendentes presentes al acto a transmitirle ánimo y alegría al conjunto del pueblo correntino, «porque tenemos un país inclusivo, distinto y movilidad social ascendente».
Meses antes de anunciar su candidatura, en diciembre de 2012, Camau Espínola había adelantado sus visión sobre el estado en que se encontraba la provincia al decir que «esta provincia necesita un modelo diferente, un cambio importante para salir de la situación de abandono en la que se encuentra. El cambio no debe venir de proyectos individuales sino colectivos, y de esta manera estamos trabajando porque es nuestro objetivo prioritario que las oportunidades lleguen a todos los correntinos». Para competir con Camau Espínola por la gobernación de Corrientes, la Unión Cívica Radical (UCR) designó a Ricardo Colombi, quien había ejercido dicho cargo en dos ocasiones y se postulaba a la reelección. Semanas antes de la elección se denunció fraude masivo en la elección capitalina del 4 de junio, en la que Fabián Ríos había sido perjudicado mediante ardid electoral  realizado por ECO Cambiemos, mediante el cual “hicieron votar” a más de 3000 muertos y realizaron un número aun mayor a ese de cambios de domicilio exprés desde ciudades vecinas para aumentar el padrón radical, el Frente Corrientes Podemos Más tomó a raíz de ello sus recaudos para las elecciones generales del domingo 8 de octubre. Paralelamente la Nación puso toda la maquinaria a disposición de Colombi. meses antes hubo denuncias alertando fraude debido a planillas mellizas con rúbricas adulteradas de fiscales de mesa, gracias a las firmas electrónicas en los nuevo DNI almacenadas en un software que controlan organismos oficiales bajo la conducción de ECO-Cambiemos, también se criticó que el control 100 por ciento de la Justicia Electoral de Corrientes estaba en manos del oficialismo de ECO-Cambiemos. Las tres camaristas electorales fueron criticadas por poseer cerrados vínculos con el Poder Ejecutivo a cargo de Colombí. María Herminia Puig, fue en principio jueza electoral de primera instancia sin cancelar su ficha de afiliación al radicalismo hasta bien iniciada sus funciones, casada con un funcionario del gobierno de Colombí y exconcejal del radicalismo. Nidia Alicia Billinghurst de descendencia radical, tiene negocios directos con el Estado provincial. Marta Altabe de Lertora, también del radicalismo está casada con el dueño de una empresa constructora que le realizó obras al Poder Judicial. Todo esto no tuvo prueba alguna en la justicia pero la información fue dada por buena y reproducida en todos los medios afines al peronismo como los citados. Espínola perdió por 27.000 votos de diferencia,

### Actuación en el Senado
Su voto en el proyecto de Ley de Interrupción Voluntaria del Embarazo del 08/08/2018 fue negativo.
En junio de 2024 votó a favor de la Ley de Bases a pesar de haber votado en contra la primera vez.
En septiembre de 2024, Espínola fue elegido presidente del nuevo interbloque de derecha Provincias Unidas, que integra junto con los senadores Edgardo Kueider, Alejandra Vigo, Juan Carlos Romero, Edith Terenzi y Carmen Lucila Crexell. En 2025 votó a favor de las candidaturas a la Corte Suprema de Ariel Lijo y Manuel García-Mansilla, quienes ya habían sido nombrados por decreto por Javier Milei. Ambas serían rechazadas por el Senado.

## Sucesiones
| Predecesor: Carolina Mariani Atlanta 1996 | Abanderado de Argentina en los JJ. OO. de verano Sídney 2000 Atenas 2004 | Sucesor: Emanuel Ginóbili Beijing 2008 |